# Wang Wenjuan
Wang Wenjuan (caracteres chinos: 王文娟; Hanyu Pinyin: Wáng Wenjuan; Shengzhou, 19 de diciembre de 1926-Shanghái, 6 de agosto de 2021) fue una actriz y cantante de ópera china, que pertenece a la asociación de ópera de Yueju. Es una de las intérpretes más reconocidas por interpretar su personaje llamado "Lin Daiyu" en la película de 1962 titulado "El sueño del Pabellón Rojo" o "Dream of the Red Chamber", una adaptación de una obra de Cao Xueqin.

## Biografía
Wang Wenjuan nació en Shengzhou, provincia de Zhejiang. En 1947, ella y Lu Jinhua, fundaron una compañía llamada "Yueju Shaozhuang Troupe" (chino: 少壮 越 剧团) en Shanghái. En 1961, se casó con Sun Daolin, un famoso director de cine chino.